# Медаль «100 лет образования Татарской Автономной Советской Социалистической Республики»
Медаль «100 лет образования Татарской Автономной Советской Социалистической Республики» (тат. «Татарстан Автономияле Совет Социалистик Республикасы төзелүгә 100 ел» медале) — государственная награда Республики Татарстан, учреждённая 30 сентября 2019 года и вручаемая раисом Республики Татарстан.

## История
Медаль «100 лет образования Татарской Автономной Советской Социалистической Республики» учреждена Законом Республики Татарстан от 30 сентября 2019 года, принятым Государственным советом Республики Татарстан за подписью президента Республики Татарстан Р. Н. Минниханова. Создание медали было приурочено к празднованию 100-летия образования Татарской АССР, которая была создана 25 июня 1920 года. Внешний вид медали был утверждён указом президента от 12 октября 2019 года. Медаль была разработана коллективом Геральдического совета при президенте Республики Татарстан под руководством Р. Р. Хайрутдинова. Автором дизайна награда стал художник Р. Ф. Ахметов. Первым награждённым медалью стал государственный советник Татарстана М. Ш. Шаймиев, первый президент республики. Всего было выпущено 5 тысяч экземпляров медалей.

## Статут
Медалью «100 лет образования Татарской Автономной Советской Социалистической Республики» награждаются граждане Российской Федерации, иностранные граждане и лица без гражданства, «внёсшие существенный вклад в развитие государственности Республики Татарстан, укрепление её социально-экономического потенциала, межнационального и межконфессионального мира и согласия, сохранение и преумножение культурно-духовного наследия, имеющие заслуги в профессиональной и общественной деятельности, способствующие повышению авторитета Республики Татарстан».
Награждение медалью, как и остальными государственными наградами Татарстана, производится указом раиса Республики Татарстан по решению соответствующей комиссии по государственным наградам, официальное сообщение о награждении публикуется в газете «Республика Татарстан». Вручение медали производится раисом или другими должностными лицами по его поручению на соответствующей торжественной церемонии. Вышестоящей по отношению к медали наградой является медаль «Ана даны — Материнская слава», нижестоящей — медаль «В ознаменование добычи трёхмиллиардной тонны нефти Татарстана». Медаль носится на левой стороне груди, после орденов и медалей Российской Федерации и СССР, а также орденов и медалей Республики Татарстан, в частности, после медали «Ана даны — Материнская слава». Награждённые медалью по выходу на пенсию могут воспользоваться мерами социальной поддержки, предусмотренными законом «Об адресной социальной поддержке населения в Республике Татарстан».

## Описание
Медаль «100 лет образования Татарской Автономной Советской Социалистической Республики» изготовлена из серебра 925-й пробы в форме круга диаметром 32 миллиметров, окаймлённого с обеих сторон выпуклым бортиком. На аверсе изображена карта Татарстана в виде силуэта с исходящими от неё лучами, символизирующими восходящее над республикой солнце. В центре карты имеется надпись «ТАТАРСТАН», выполненная на уровне основного серебряного фона медали. Окружность медали украшена татарским национальным орнаментом, увенчанным цветком тюльпана — данные мотивы присутствуют на государственном гербе Республики Татарстан. Внизу орнамент прерван надписью «1920—2020». Силуэт карты с лучами отделён от орнамента выпуклым кантом.
Аверс медали по окружности также украшен татарским орнаментом и сопровождён двумя надписями меньшего размера: вверху на татарском языке — «ТАССР ТӨЗЕЛҮГӘ 100 ЕЛ», внизу на русском — «100 ЛЕТ ОБРАЗОВАНИЯ ТАССР». Все надписи и изображения на аверсе и реверсе медали являются рельефными и покрыты золотом 999-й пробы, что является отсылкой к наследию тюркской культуры, в которой золотой цвет ассоциируется с богатством, плодородием и процветанием. При помощи ушка и кольца медаль крепится к пятиугольной металлической колодке, обтянутой шёлковой муаровой лентой шириной в 24 мм. Лента является многоцветной и состоит из следующих полос — синяя (1,5 мм), красная (10,5 мм), зелёная (5,6 мм), белая (0,8 мм), красная (5,6 мм). Данный колорит символизирует историческую преемственность, так как одна половина ленты представляет собой флаг Татарской АССР, а другая — государственный флаг Республики Татарстан.